# Pealius artocarpi
Pealius artocarpi là một loài côn trùng cánh nửa trong họ Aleyrodidae, phân họ Aleyrodinae.
Pealius artocarpi được Corbett miêu tả khoa học đầu tiên năm 1935.